# Општина Раковица (Хрватска)
Општина Раковица се налази на Кордуну, у саставу Карловачке жупаније, Република Хрватска. Сједиште општине је Раковица.

## Географија
Општина се налази у јужном дијелу Кордуна и Карловачке жупаније. На сјеверу се налази град Слуњ, јужно је Личко-сењска жупанија, источно се налази Босна и Херцеговина, а на западу је општина Саборско.

## Историја
Општина се до територијалне реорганизације у Хрватској налазила у саставу бивше велике општине Слуњ.

## Насељена мјеста
| - Басара - Брајдић Село - Брезовац - Броћанац - Горња Мочила - Грабовац - Драге - Дрежник Град - Ириновац - Јамарје - Јелов Кланац - Корана - Корански Луг - Кордунски Љесковац | - Корита - Липовац - Липовача - Машвина - Нова Кршља - Оштарски Станови - Раковица - Раковичко Селиште - Садиловац - Селиште Дрежничко - Стара Кршља - Ћуић Брдо - Чатрња |

## Становништво
Према попису из 2001. године општина је имала 2.623 становника. Према попису становништва из 2011. године, општина Раковица је имала 2.387 становника.
| Општина Раковица |       |       |       |       |       |       |       |        |        |        |        |        |        |        |        |
| година пописа    | 2001. | 1991. | 1981. | 1971. | 1961. | 1953. | 1948. | 1931.  | 1921.  | 1910.  | 1900.  | 1890.  | 1880.  | 1869.  | 1857.  |
| бр. становника   | 2.623 | 4.108 | 4.782 | 5.578 | 6.893 | 7.297 | 7.279 | 13.182 | 12.740 | 14.088 | 14.286 | 13.161 | 12.657 | 13.711 | 12.864 |

- напомене:

Настала из старе општине Слуњ. У 1869. и 1880. садржи део података општине Плитвичка Језера у Личко-сењској жупанији, а од 1857. до 1880. те у 1948. део података садржан у општини Плашки.